# District Ouest (Taichung)
Pour les articles homonymes, voir District Ouest.
Le district Ouest (Chinois traditionnel : 西區; pinyin : Xi Qū) est un district de Taichung, à Taiwan. C'est le deuxième plus petit district de la municipalité de Taichung après le district Central. L'ancien hôtel de ville de Taichung et une partie des bureaux du gouvernement de la ville de Taichung se trouvent dans ce quartier.

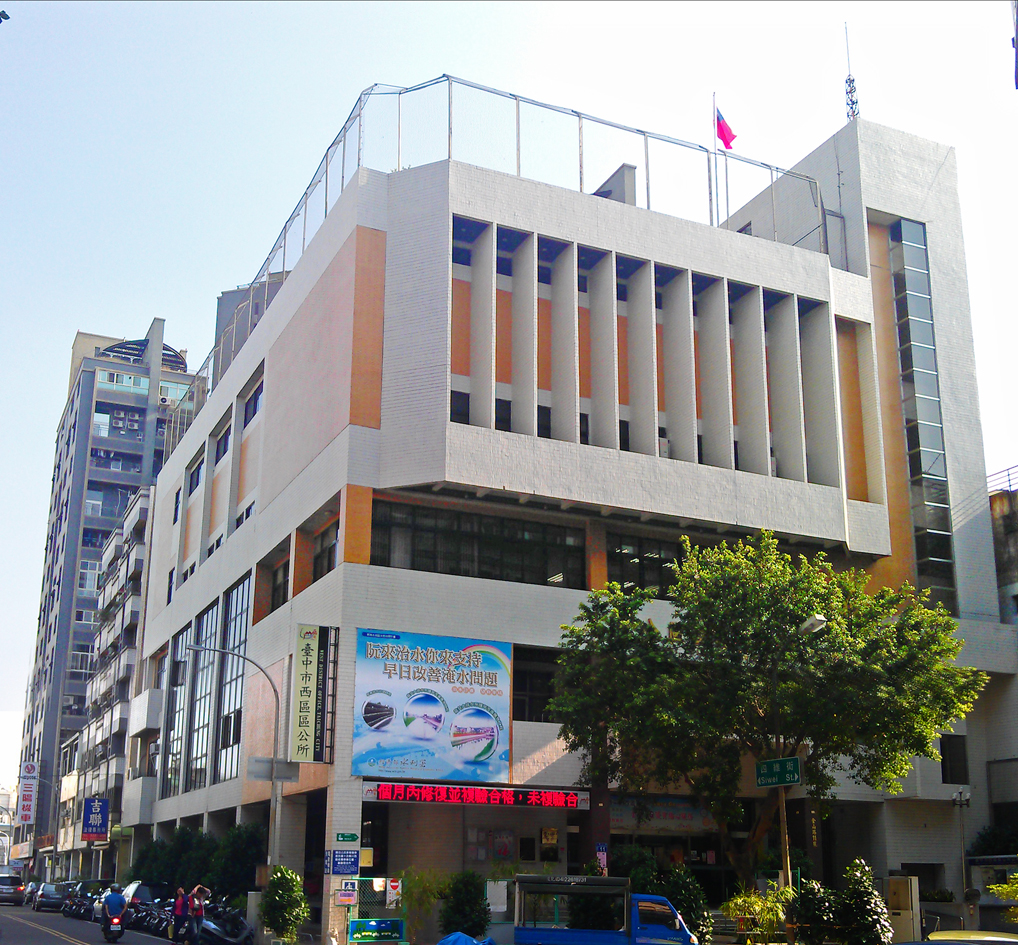
Bureau municipal du district Ouest

## Histoire
Le district faisait partie de la ville provinciale de Taichung avant la fusion avec le comté de Taichung pour former la municipalité spéciale de Taichung le 25 décembre 2010.

## Démographie
- Population : 112 651 habitants (janvier 2023)
- Densité : 19 763 hab/km²

## Divisions administratives
Le district Ouest de Taichung est divisé en 25 Li (里) :
- Minsheng Li (民生里)
- Liming Li (利民里)
- Sanmin Li (三民里)
- Dongsheng Li (東昇里)
- Guangmin Li (廣民里)
- Pinghe Li (平和里)
- Gongmin Li (公民里)
- Lanxing Li (藍興里)
- Gongguan (公館里)
- Helong Li (和龍里)
- Minlong (民龍里)
- Houlong (後龍里)
- Shuanglong Li (雙龍里)
- Anlong Li (安龍里)
- Jilong (吉龍里)
- Tuku Li (土庫里)
- Dazhong Li (大忠里)
- Shengping Li (昇平里)
- Zhongming Li (忠明里)
- Zhongcheng Li (忠誠里)
- Gongzheng Li (公正里)
- Gongping Li (公平里)
- Gongde Li (公德里)
- Gongyi Li (公益里)
- Zhongxing Li (中興里)

## Éducation
- Université nationale d'éducation de Taichung

## Attractions touristiques

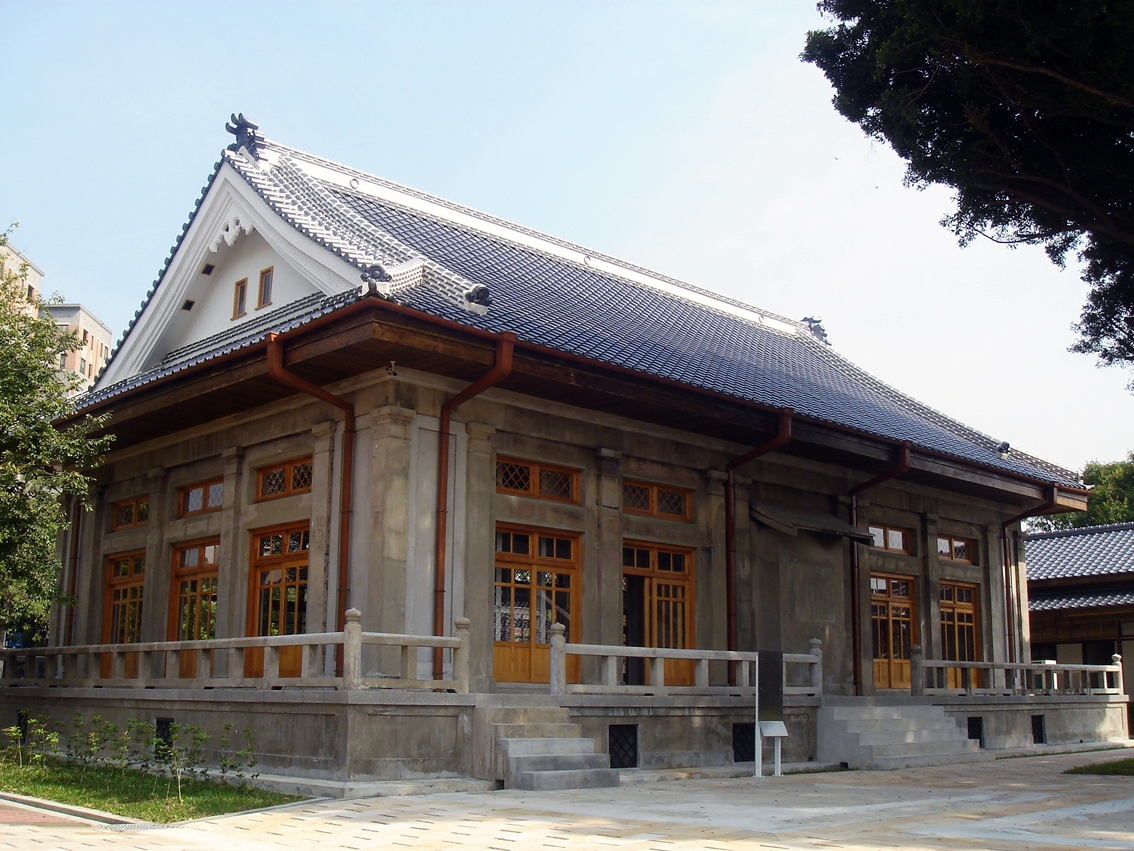
Salle Takenori de Taichung

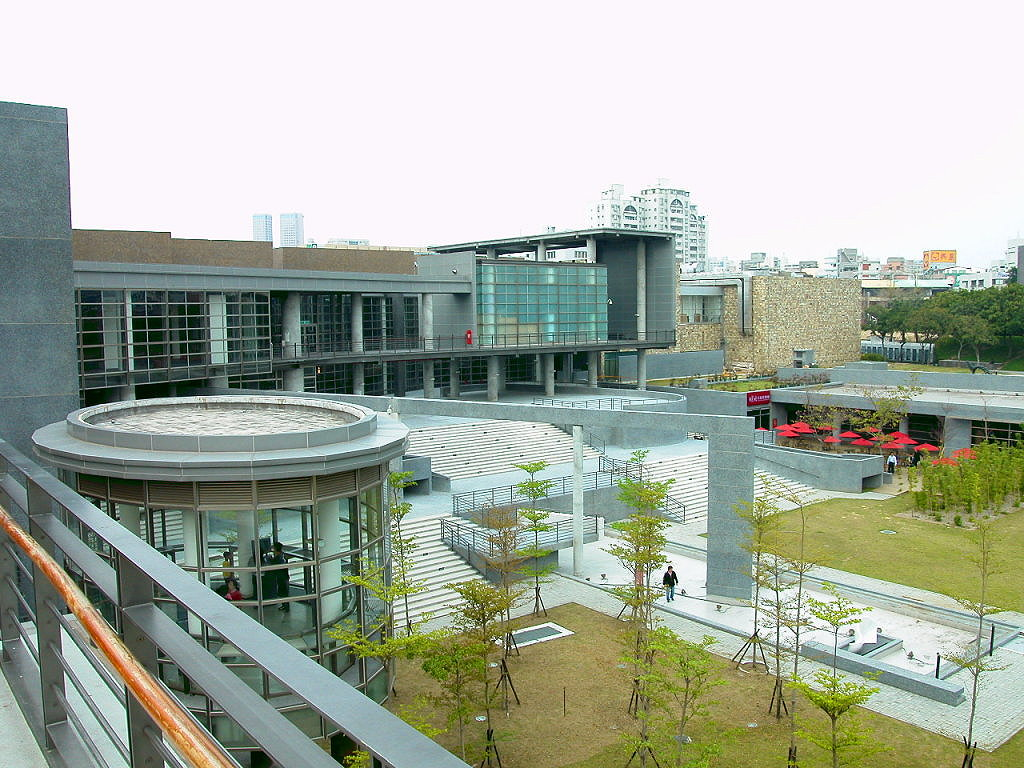
Musée national des beaux-arts de Taiwan

### Sites historiques
- Nouveau village de Shenji
- Taichung Shiyakusho
- Salle préfectorale de Taichung
- Hôtel de ville de Taichung
- Salle régionale de Datun
- Salle Takenori de Taichung
- Bâtiment administratif de l'Université nationale d'éducation de Taichung
- Bâtiment administratif de l'école primaire de Datung
- Ancienne résidence de Sun Li-jen
- Studio Lin Chih-Chu

### Musées et arts
- Musée national des sciences naturelles
- Musée national des beaux-arts de Taiwan
- Centre culturel Dadun de la ville de Taichung
- Musée de la littérature de Taichung
- Centre culturel municipal de Taichung (台中市立文化中心)
- Rue du Thé (精明一街)
- Quartier commercial de Dalu Road
- Voie verte de la calligraphie

## Voir également
- Taichung